# Latvijas Krājbanka
Latvijas Krājbanka és un banc de Letònia que cotitza en la borsa de valors de Riga NASDAQ OMX. El banc es remunta a l'any 1924 quan va ser fundat com el Latvian Postal Savings Bank. Les operacions de la caixa d'estalvis van continuar en diverses formes, durant el període soviètic, i després de la independència de Letònia el 1997 es va iniciar el procés de privatització del banc, arribant a la seva conclusió el 2003.
Els principals accionistes eran el grup bancari lituà Snoras i l'empresari rus Vladimir Antonov. El 2009, Latvijas Krajbanka tenia un volum d'ingressos de 34,6 milions de lats amb una pèrdua d'1,9 milions de lats. El banc tenia 941 empleats i 155 centres de servei al client a Letònia.
Al novembre de 2011, el banc va ser adquirit pel Govern de Letònia i serà liquidat per fallida de Snoras. Antonov va ser acusat de frau i malversació de 290 milions dòlars EUA.